# Habitat et Humanisme
 (août 2017).
Si vous disposez d'ouvrages ou d'articles de référence ou si vous connaissez des sites web de qualité traitant du thème abordé ici, merci de compléter l'article en donnant les références utiles à sa vérifiabilité et en les liant à la section « Notes et références ».
Le mouvement Habitat et Humanisme répond à l'exclusion et l'isolement des personnes en difficulté, il agit en faveur du logement, de l'insertion et de la création de liens sociaux.

## Historique
Le mouvement Habitat et Humanisme est créé par Bernard Devert (professionnel du logement devenu prêtre) en 1985 à Lyon lorsqu'il dépose les statuts d'Habitat et Humanisme, et de la SA de promotion Innovation et Construction,. L'année suivante, l'association crée La Foncière d’Habitat et Humanisme, société qui se spécialise dans l'achat et la rénovation de logements d'insertion.
L'Antenne départementale des Pyrénées-Atlantiques est créée en 2009.
En 2017, Habitat et Humanisme a logé 1 730 nouvelles familles, et compte plus de 7 624 logements (acquis en propre ou gérés pour le compte de propriétaires privés ou publics, soit par la location/sous-location, soit via l'une des 8 agences immobilières à vocation sociale du mouvement). En 2018, Habitat et Humanisme aide plus de 1800 familles en difficulté à se reloger.
En 2021, l'association orchestre une levée de fonds de 25 millions d'euros, la plus importante levée de fonds en France dans le secteur du logement solidaire.

## Description

### Activités
Pour répondre à l’exclusion et l’isolement des personnes en difficulté, Habitat et Humanisme agit en faveur du logement, de l’insertion et de la recréation de liens sociaux. Résolument tourné vers l’innovation, le mouvement a développé des outils économiques à vocation sociale, pour financer et mener à bien son action. Près de 24 000 familles ont été logées depuis sa création (2017).
Habitat et Humanisme vise à permettre aux personnes à faibles ressources d’accéder à un logement décent, adapté à leur situation et leurs ressources, de privilégier les logements situés dans des « quartiers équilibrés », et de proposer un accompagnement personnalisé ou collectif pour favoriser la recréation de liens et l’insertion sociale,.

### Structure
En 2019, l'association dispose de 4 000 bénévoles et 400 salariés.
Habitat et Humanisme est composé d'une Fédération reconnue d'utilité publique rassemblant : 56 associations couvrant 80 départements, 1 association en Belgique, 2 sociétés foncières, 8 AIVS, l’association La Pierre Angulaire - renommée « Habitat et Humanisme Soin » en janvier 2021 - qui gère un réseau d’établissements de retraite et de soins, le Mouvement d’Aide au Logement qui accompagne l’accession sociale à la propriété. Le Mouvement a également créé la Fondation Habitat et Humanisme - Institut de France qui mène des programmes de recherche et finance des projets d’habitat innovant.

### Financement
Le mouvement est financé par des dons et legs privés, par des subventions administratives, par les loyers perçus, mais aussi par des produits d’épargne solidaire et de l'investissement solidaire : il est possible de devenir actionnaire solidaire d'Habitat et Humanisme en souscrivant des actions d'une de ses deux foncières, outils du mouvement pour acheter et réhabiliter des logements pour les personnes en difficulté.
Habitat et Humanisme reçoit par ailleurs le soutien d'entreprises partenaires et de fonds provenant de l'épargne salariale solidaire.
Pour promouvoir son action auprès du public et lui permettre de faire appel à la générosité du public, Habitat et Humanisme adhère au Comité de la Charte et la majorité des produits d'épargne solidaire proposés sont labellisés Finansol.